# بنية تحتية خضراء

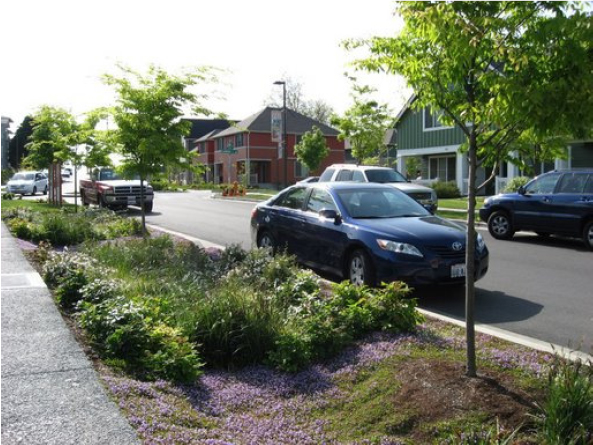

البنية التحتية الخضراء (بالإنجليزية: Green infrastructure)‏. هي شبكة من التجهيزات والمكونات التي تستخدم لمواجهة التحديات الحضارية والمناخية من خلال الاعتماد على الطبيعة قدر الإمكان.
تشمل العناصر الرئيسية لهذا النهج إدارة مياه العواصف والأعاصير، التكيف مع المناخ وتغيراته، مواجهة الاحتباس الحراري، زيادة التنوع البيولوجي، زيادة إنتاج الغذاء، محاولة تحسين جودة الهواء، إنتاج طاقة مستدامة، الحصول على مياه نظيفة وصحية وتربة مناسبة للزراعة، بالإضافة ذلك إلى تسعى لتحقيق أهداف أكثر أهمية تتمثل في زيادة جودة الحياة من خلال زيادة الرفاهية وتوفير الحاجات الأساسية داخل المدن والقرى وما حولها. تعمل مشاريع البنية التحتية الخضراء أيضاً على توفير إطار بيئي للصحة الاجتماعية والاقتصادية والبيئية، ويمكن اعتبار مشاريع البنية التحتية الخضراء مجموعة فرعية من مشاريع البنية التحتية المستدامة والمرنة.

## المقدمة

### البنية التحتية الخضراء
يمكن استخدام الطبيعة ومواردها لتوفير خدمات مهمة للمجتمعات البشرية من خلال حمايتها من الفيضانات أو الاحتباس الحراري. عندما تُسخَّر الطبيعة من قبل الناس وتستخدم كنظام بنية تحتية يطلق على هذا الأسلوب البنية التحتية الخضراء. يمكن استخدام البنية التحتية الخضراء على جميع المستويات، ولكنها ترتبط غالباً بنظم إدارة مياه العواصف والتي تكون ذكية وفعالة من ناحية التكلفة، ومع ذلك فالبنية التحتية الخضراء هي في الحقيقة مفهوم أكبر وترتبط ارتباطًا وثيقًا بطيف واسع من المواضيع الأخرى، وتعمل البنية التحتية الخضراء أيضًا على توفير إطار بيئي للصحة الاجتماعية والاقتصادية والبيئية.

### البنية التحتية الزرقاء
يشير مصطلح البنية التحتية الزرقاء إلى التجهيزات المتعلقة بالمياه. ترتبط البنية التحتية الزرقاء بالبنية التحتية الخضراء في المناطق الحضرية، وقد يشار إليها بالبنية التحتية الزرقاء والخضراء للجمع بينهما. تتواجد الأنهار والجداول والبرك والبحيرات بشكل طبيعي داخل المدن أحياناً، أو يمكن إضافتها إلى البيئة الحضرية في المدن كجانب من جوانب تصميمها العمراني، يمكن أيضاً إضافة مرافئ وأرصفة وملحقات أخرى للبيئة الحضرية للحصول على الفوائد والميزات المرتبطة بالبيئة البحرية. كل ذلك يحقق فوائد كبيرة للصحة ورفاهية سكان المجتمع الذين يمكنهم الوصول إلى المساحات الزرقاء في البيئة الحضرية.  

### الفوائد
قد يبدو لبعض الناس أن تكاليف الحفاظ على المساحات الخضراء وتطوريها باهظة للغاية، ولكن الحقيقة أنَّ المساحات الخضراء ذات الأداء المرتفع يمكن أن توفر فوائد اقتصادية وبيئية واجتماعية حقيقية، ومنها:
- تساهم الغابات الموجودة ضمن البيئة الحضرية في ترشيد إدارة مياه الأمطار وتقليل تكاليف استخدام الطاقة.[7]
- يمكن لأنظمة المراقبة البيولوجية أن تعمل على إنشاء نظام نقل أخضر.
- تعمل المساحات الخضراء عالية الأداء على خلق توازن بين البيئات الطبيعية والحضرية.
- إن زيادة وفرة المساحات الخضراء في المدن والمجتمعات الحضرية تساهم في زيادة معدلات النشاط البدني بين كبار السن من الرجال.[12]
- ترتبط المساحات الخضراء حول المنازل في المدن بصحة نفسية أفضل.[13]

### الآثار الاقتصادية
وجدت دراسة أجريت في عام 2012 على 479 مشروعاً للبنية التحتية الخضراء في جميع أنحاء الولايات المتحدة، أنَّ 44% من مشاريع البنية التحتية الخضراء قد خفضت التكاليف مقارنة بنحو 31% التي ترافقت بزيادة التكاليف، وكانت أبرز وسائل التوفير وخفض التكاليبف تعود لخفض الجريان السطحي لمياه الأمطار وخفض تكاليف التدفئة والتبريد.

## المصطلح
بدأت أفكار البنى الحضرية الخضراء تظهر في سبعينيات القرن التاسع عشر من خلال مفاهيم الزراعة الحضرية وبناء الحدائق العامة وسط المدن. وظهرت مصطلحات بديلة مثل «ممارسات إدارة مياه الأمطار».
نشأت مفاهيم البنية التحتية الخضراء في منتصف الثمانينيات من القرن الماضي للإشارة إلى أفضل طرق وأساليب الإدارة التي من شأنها تحقيق أهداف إدارة كمية أكبر من مياه الأمطار لتقليل حجم الجريان السطحي ومنع تعرية التربة وإعادة تغذية مخزون المياه الجوفية. وفي عام 1987 أُدخلت تعديلات على قانون المياه النظيفة بالولايات المتحدة لإدارة مصادر التلوث المنتشرة بسبب استخدامات الأراضي في المناطق الحضرية، ما يؤكد الحاجة التنظيمية إلى ممارسات تختلف الأساليب التقليدية القديمة.
نشرت وكالة حماية البيئة الأمريكية اللوائح الأولية الخاصة بها في عام 1990، والتي أكدت على وضع خطط لمنع تلوث مياه العواصف وتنفيذ ممارسات معينة للتحكم في مصادر المياه. حدد كتيب وكالة حماية البيئة لعام 1993 عدة خطط لمنع الجريان السطحي في المناطق الحضرية وكيفية السيطرة عليه.
يبرز مفهوم البنية التحتية الخضراء أهمية البيئة الطبيعية في اتخاذ القرارات المتعلقة بالتخطيط لاستخدام الأراضي، ولكن هذا المصطلح ليس له تعريف معترف به على نطاق واسع، وقد تستخدم مصطلحات أخرى لوصف هذا المفهوم مثل البنية التحتية ذات اللون الأزرق والأخضر، وشبكات المناطق الحضرية ذات اللون الأخضر والأزرق، يمتد مصطلح البنية التحتية الخضراء أحياناً ليشمل البنية التحتية الخضراء متعددة الوظائف، إذ تشير الوظائف المتعددة هنا إلى تكامل وتفاعل الوظائف والأنشطة المختلفة على نفس قطعة من الأرض. وسعت وكالة حماية البيئة مفهوم البنية التحتية الخضراء لتطبقها على إدارة جريان مياه الأمطار على المستوى المحلي من خلال استخدام النظم الطبيعية أو النظم الهندسية التي تحاكي النظم الطبيعية لمعالجة الجريان السطحي الملوث.

## دور المياه
كان القرب من مصادر المياه ومحاولة الحصول عليها من العوامل الرئيسية في الاستيطان البشري عبر التاريخ، لأن المياه مع المساحات الخضراء المحيطة بها تخلق إمكانيات النقل والتجارة وتوليد الطاقة، وتوفر البشر موارد الحياة والرفاهية، تقع العديد من أكبر مدن العالم وأكثرها كثافة سكانية بالقرب من مصادر المياه، وقد أنشئت في هذه المدن شبكات من البنية التحتية الزرقاء الحضرية مثل القنوات والموانئ وما إلى ذلك للاستفادة قدر الإمكان من المياه وتقليل المخاطر الناتجة عنها، أدى الضغط المتزايد وكثافة السكان وسرعة التوسع الحضري إلى اختفاء قسم لا بأس به من البنية التحتية للمياه في معظم المدن. إذ يتزايد عدد سكان المناطق الساحلية في المناطق الحضرية، وتشهد المدن تحولاً واسع النطاق في صناعة وتشييد قنوات المياه والأنهار والأرصفة وما إلى ذلك عقب التغييرات التي حدثت في أنماط التجارة العالمية.
يعيش خُمس سكان العالم أي نحو 1.2 مليار نسمة في مناطق تعاني من شح المياه، وسيؤدي تغير المناخ والكوارث المرتبطة بالمياه إلى زيادة الطلب على النظم الحضرية وسيؤدي ذلك إلى زيادة الهجرة إلى المناطق الحضرية. تحتاج المدن إلى كميات كبيرة للغاية من المياه العذبة، وهو الأمر الذي سيكون له وبالتالي لها تأثير كبير على أنظمة المياه العذبة. ومن المتوقع أن يتضاعف استخدام المياه في المناطق الحضرية والصناعية بحلول عام 2050.
أعلنت الأمم المتحدة في عام 2010 أن الحصول على المياه النظيفة والصرف الصحي حق من حقوق الإنسان. واليوم يبحث عن حلول جديدة لتحسين دعم موارد المدن. الإدارة الجيدة للمياه الحضرية معقدة للغاية وتتطلب دعم البنية التحتية للمياه وطرق الصرف الصحي، ومكافحة التلوث ومنع الفيضانات. ويتطلب ذلك تنسيقاً عبر العديد من القطاعات، وبين مختلف السلطات المحلية والتغييرات في الحكم، والتي تؤدي إلى استخدام أكثر استدامة وعدلاً لموارد المياه الحضرية المتاحة.
في المملكة المتحدة يُعترف بشكل متزايد بتخطيط البنية التحتية الخضراء كنهج قيم للتخطيط المكاني وينظر إليه الآن في وثائق واستراتيجيات التخطيط والسياسات الوطنية والإقليمية والمحلية .

## أنماط البنى التحتية الخضراء

### الغابات الحضرية
يشير مصطلح الغابات الحضرية إلى الغابات التي تقع ضمن المدن، وتشكل عنصرًا مهمًا في أنظمة البنى التحتية الحضرية الخضراء. تستخدم الغابات الحضرية أنواعًا مناسبة من الأشجار والغطاء النباتي، بدلًا من الأنواع الضارة والغازية، مما يقلل من الحاجة إلى الصيانة والري. توفر الأنواع المحلية أيضًا قيمة جمالية بتكلفة أقل. يجب أيضًا مراعاة تنوع الأنواع النباتية عند تصميم الغابات الحضرية لتجنب الزراعة الأحادية، ما يجعل الغابات الحضرية أكثر قدرة على التحمل ومقاومة الآفات والأضرار الأخرى.

#### الفوائد
- استخدام الطاقة: وُجد أن أشجار الظل ذات المواقع الاستراتيجية المزروعة حول المنازل توفر ما يصل إلى 47% من الطاقة للتدفئة والتبريد، وفقًا لدراسة أجراها مختبر لورانس بيركلي الوطني والمرافق البلدية في ساكرامنتو.[27]
- جزر حرارية حضرية: كانت درجة حرارة الهواء القصوى للبساتين أقل من تلك الموجودة في المناطق المفتوحة التي لا تحتوي على أشجار، وذلك بفضل عملية التبريد التبخيري.[27]
- إدارة المياه: تساعد الغابات الحضرية في إدارة مياه المدينة بتصريف مياه العواصف من قنوات المياه. تعترض الأشجار كمية كبيرة من الأمطار التي تسقط عليها.[27]
- تلوث الهواء: تمتص الأشجار الكربون، مما يساهم في تحسين جودة الهواء في المدن.[27]
- قيم الممتلكات: تزيد وفرة الأشجار من قيم الممتلكات، مما يشير إلى أن الناس يقدرون المساحات الخضراء والأشجار أينما كانت. يشير ذلك إلى أن الأشجار عوامل مهمة في الظروف المعيشية للناس.[27]
- الصحة العامة: يُحتمل أن تحسّن الخضرة الحضرية من الصحة النفسية والرفاهية.[27]
- يؤثر إنشاء غابات حضرية على الصحة العامة من نواحٍ كثيرة. تنشأ جزر الحرارة الحضرية عن طريق تكثيف الحرارة بسبب المواد والبنى التحتية المستخدمة في المناطق الحضرية، والتي يمكن أن تؤثر سلبًا على صحة الإنسان. توفر الغابات الحضرية هياكل طبيعية تؤمن الظلال بتكلفة بسيطة مقارنة الهياكل الاصطناعية، كما تقاوم الآثار الصحية السلبية لارتفاع درجات الحرارة العالمية.[28] تعزز البنى التحتية الخضراء- إضافة إلى مواجهة الآثار السلبية للبنى التحتية الصناعية- النظم البيئية الحالية وتساهم في جعلها أكثر استقرارًا، كما كان الأمر في الزراعة اليابانية التقليدية على مر التاريخ.[29] يمكن أن تساعد البنية التحتية الخضراء في المناطق الحضرية في استعادة مرونة النظام البيئي أمام الاضطرابات الطبيعية والكوارث التي تعطل حياة السكان وتعزيز هذه المرونة. يؤمن إنشاء غابات حضرية جديدة في منطقة حضرية قائمة، وظائف عمل جديدة لا تتطلب مستوى عالٍ من التعليم، الأمر الذي يمكن أن يقلل البطالة في الطبقة العاملة ويحقق الفائدة للمجتمع. تساعد البنية التحتية الخضراء أيضًا الدول على تنفيذ مبادئ إعلان ريو لعام 1992 بشأن البيئة والتنمية، والذي صُمم للتخفيف من العواقب الاجتماعية والاقتصادية للتدهور البيئي.[30][31][32]

### الأراضي الرطبة الصنعية
تُعرف الأراضي الرطبة الصنعية أو المشيّدة على أنها أراضٍ رطبة من صنع الإنسان، وتعمل كنظام ترشيح حيوي. تحتوي على نباتات الأراضي الرطبة وتُنشأ غالبًا على المرتفعات والسهول الفيضية. تُشيّد الأراضي الرطبة بهذه الطريقة لتجنب الاتصال بالأراضي الرطبة الطبيعية والموارد المائية الأخرى أو الإضرار بها. تُقسم الأراضي الرطبة الصنعية إلى فئتين: نظام التدفق تحت السطحي ونظام سطح الماء الحر. يمكن أن يساعد التخطيط والتشغيل السليمان في تجنب الضرر المحتمل الذي يلحق بالأراضي الرطبة، والذي ينتج عن تغيير الهيدرولوجيا الطبيعية وإدخال الأنواع الغازية.

#### الفوائد
- كفاءة المياه: تسعى الأراضي الرطبة الصنعية إلى محاكاة النظم البيئية الطبيعية للأراضي الرطبة. تُشيد لتحسين كفاءة المياه وجودته، كما أنها تنشئ موائل للحياة البرية من خلال العمليات الطبيعية للنباتات والتربة والكائنات الحية الدقيقة المرتبطة بها. يمكن للنباتات في هذه الأنواع من الأراضي الرطبة، أن تحبس أجزاء من المواد الصلبة العالقة وتبطئ تدفق المياه، لكن الكائنات الحية الدقيقة التي تعيش فيها تعالج بعض الملوثات الأخرى.[33]
- فعالية التكلفة: تتميز الأراضي الرطبة بتكاليف تشغيل وصيانة منخفضة. يمكن أن تساهم أيضًا في تقلب مستويات المياه. تضيف الأراضي الرطبة الصنعية مساحات خضراء إلى البيئة المحيطة بها، ما يعزز دورها من الناحية الجمالية، كما تساعد في تقليل الروائح الكريهة لمياه الصرف الصحي.[34]

### الأسقف الخضراء والزرقاء
تحسن الأسطح الخضراء من جودة الهواء والماء مع تقليل تكلفة الطاقة. توفر النباتات والتربة المزيد من المساحات الخضراء والعزل على الأسطح. تساعد الأسطح الخضراء والزرقاء أيضًا في تقليل جريان المياه السطحي في المدينة من خلال احتواء هطول الأمطار مما يوفر حلًا محتملًا لإدارة مياه الأمطار في المناطق الحضرية شديدة الكثافة. تتمثل الفائدة الاجتماعية للأسطح الخضراء في قدرة السكان على زراعة الأسطح.
تعمل الأسطح الخضراء على عزل المطر والتلوث الكربوني. يمكن حفظ ما بين 40-80% من الحجم الإجمالي للمطر الذي يسقط على الأسطح الخضراء. تتدفق المياه الجارية من الأسطح بوتيرة بطيئة، مما يقلل من كمية الجريان السطحي التي تدخل مستجمعات المياه في وقت واحد.
لا تعدّ الأسطح الزرقاء بنىً تحتية خضراء تقنيًا، فهي تجمع الأمطار وتخزنها، مما يقلل من تدفق مياه الجريان السطحي إلى أنظمة الصرف الصحي. تستخدم الأسطح الزرقاء برك الاحتجاز، أو أحواض الاحتجاز، لجمع الأمطار قبل تصريفها في المجاري المائية والصرف الصحي بمعدل يمكن التحكم به، بالإضافة إلى توفير الطاقة بتقليل نفقات التبريد، إذ تقلل الأسطح الزرقاء من تأثير جزر الحرارة الحضرية عند اقترانها بمواد تسقيف عاكسة.

### حدائق الأمطار
تعدّ حدائق الأمطار شكل من أشكال إدارة مياه الأمطار باستخدام جمع المياه، وهي مناطق ضحلة منخفضة في المشهد الطبيعي، مزروعة بالشجيرات والنباتات التي تستخدم لجمع مياه الأمطار من الأسطح أو الأرصفة، وتسمح لمياه العواصف أن تتسرب ببطء إلى الأرض.
لا تعدّ نباتات المروج واسعة الانتشار حلًا للتحكم في الجريان السطحي، وهناك حاجة إلى بديل لتقليل أول تدفق للمياه الجارية (شديد السمية) في المناطق الحضرية والضواحي، وإبطاء تسرب المياه. يمكن تقليل جريان المياه بنسبة 30% باستخدام حدائق الأمطار في فناء المنازل.
يبلغ الحد الأدنى لحجمها 150 قدمًا مربعًا ويصل إلى نطاق 300 قدم مربع، وهو الحجم المعتاد الذي يُصمم في مسكن الملكية الخاصة. تبلغ تكلفة القدم المربع حوالي 5-25 دولارًا، اعتمادًا على نوع النباتات المستخدمة وحركة أسعار العقارات. تعد الأشجار والشجيرات المحلية والنباتات العشبية المعمرة في الأراضي الرطبة والمناطق النهرية أكثر فائدة لإزالة السموم من الجريان السطحي.